# 一世一元制
一世一元制，指君主（國王、大君主、可汗、天皇、皇帝）在其在位期間只使用同一個年号，不進行改元的制度。但若君主後來另行稱帝或是重祚，或會另建新年號，以示區別。採用一世一元制的君主，在駕崩後可以其年號稱之。

## 中國
中國的一世一元制起源於明朝1，一直沿用至清朝滅亡，所以現在人們常用年號來稱呼明清两朝皇帝。但明清皇帝也有同一人使用多个年号的情形，例如明英宗於夺门之变後重祚，因此兩次在位期間，年號前後分為正統、天順；皇太極於後金大汗時期使用天聰年號，1636年改後金國號為大清並稱帝時改元崇德。当然明清皇帝也有实行一世一元制的其它特殊情形，例如咸丰十一年清文宗驾崩，其子清穆宗即位，原本定于翌年元旦改元祺祥，然而当年两宫皇太后发动辛酉政变，翌年元旦改元同治，尽管咸丰十一年仍存在使用祺祥的少量遗迹2，但清穆宗仍严格遵守一世一元制。末代皇帝溥仪在清朝時年號為宣統，清朝滅亡後，日本扶持溥儀擔任滿洲國執政時，年號為大同，作為滿洲國皇帝，年號為康德，但现今主流史学界通常认定满洲国为另起炉灶的日本傀儡政权而非清朝复辟。以下列举实行一世一元制的中国君主。

### 明朝

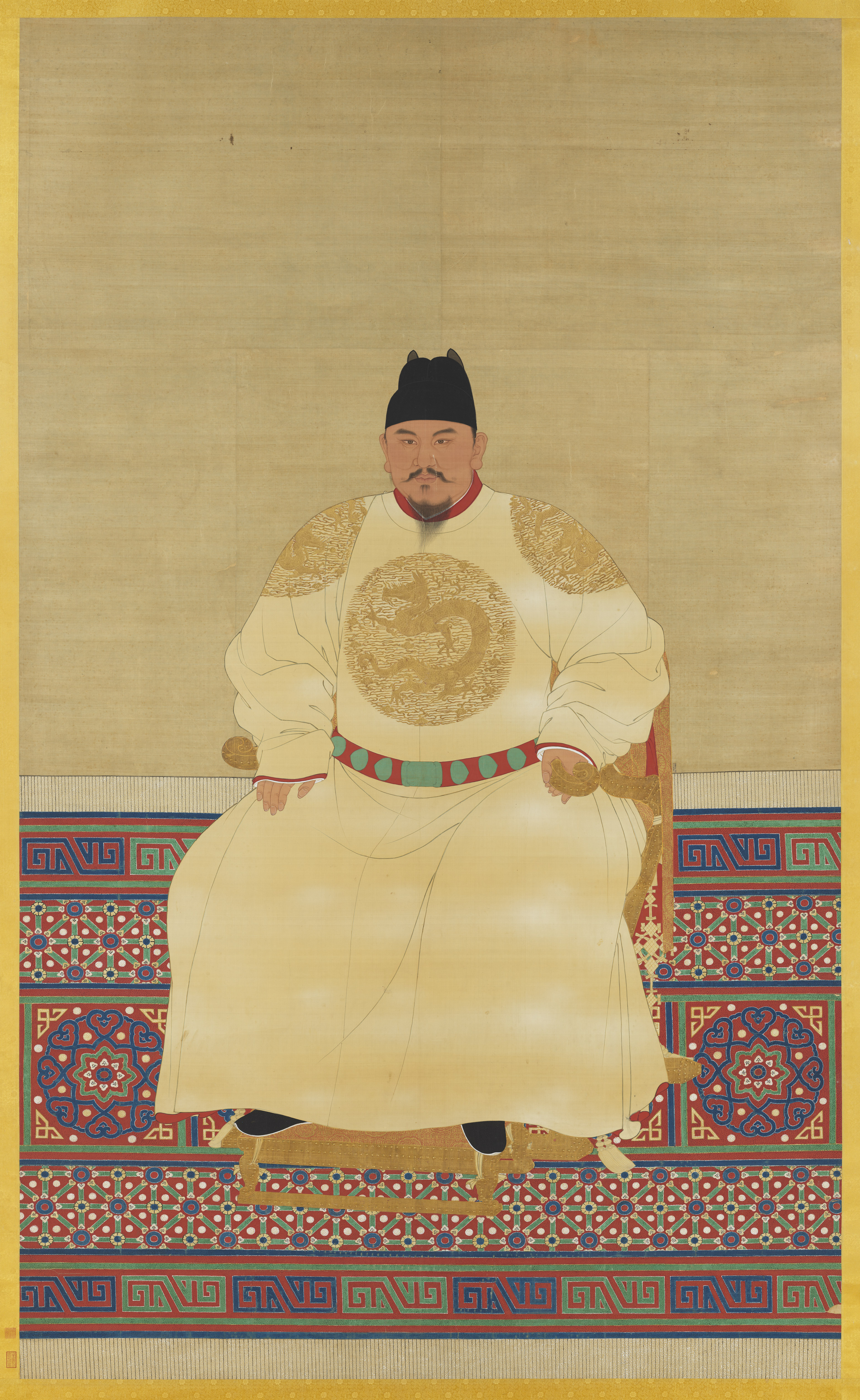
明太祖洪武帝 （1368年－1398年在位）
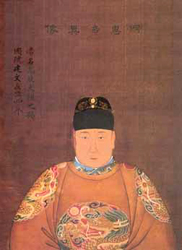
明惠帝建文帝 （1398年－1402年在位）
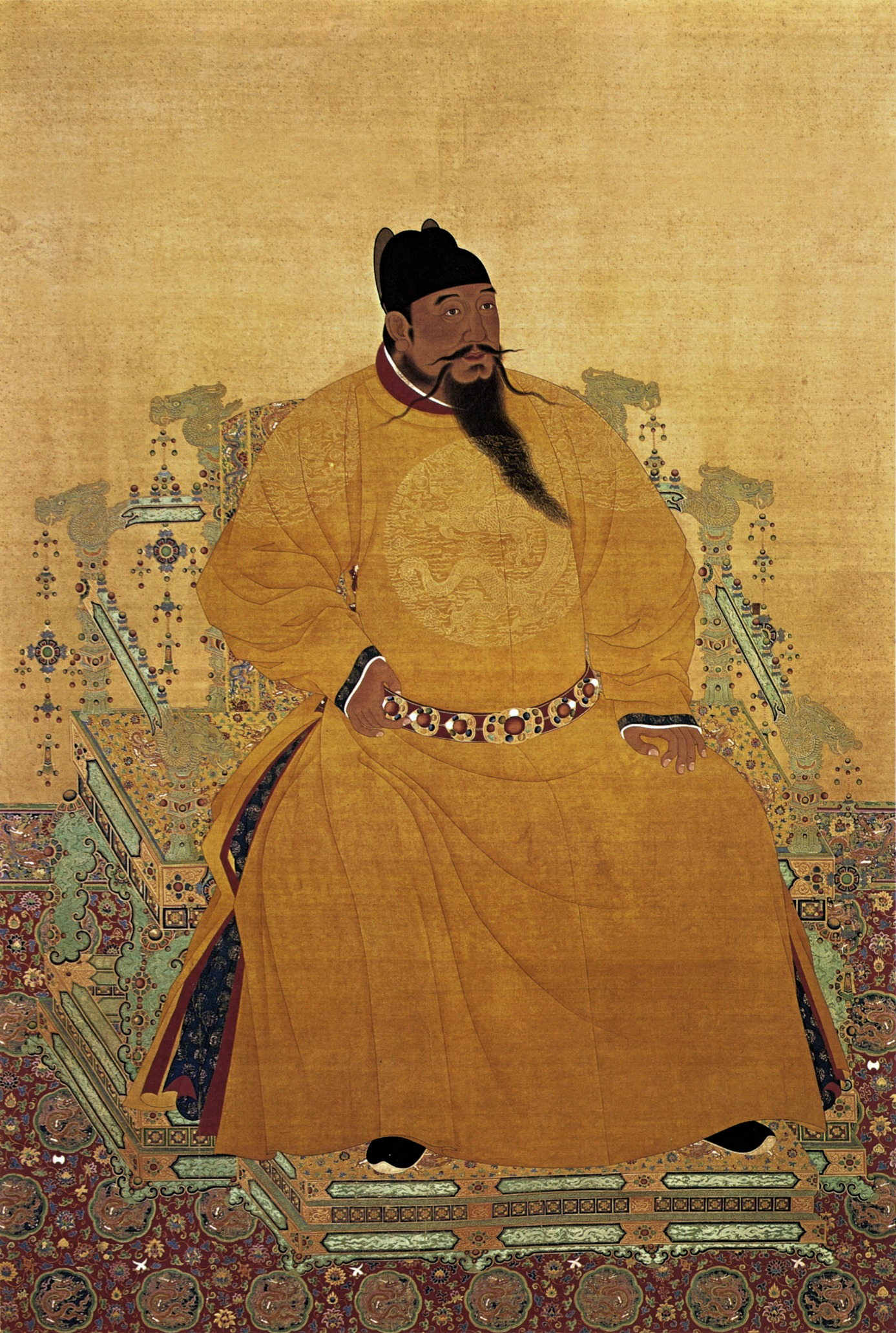
明成祖永乐帝 （1402年－1424年在位）
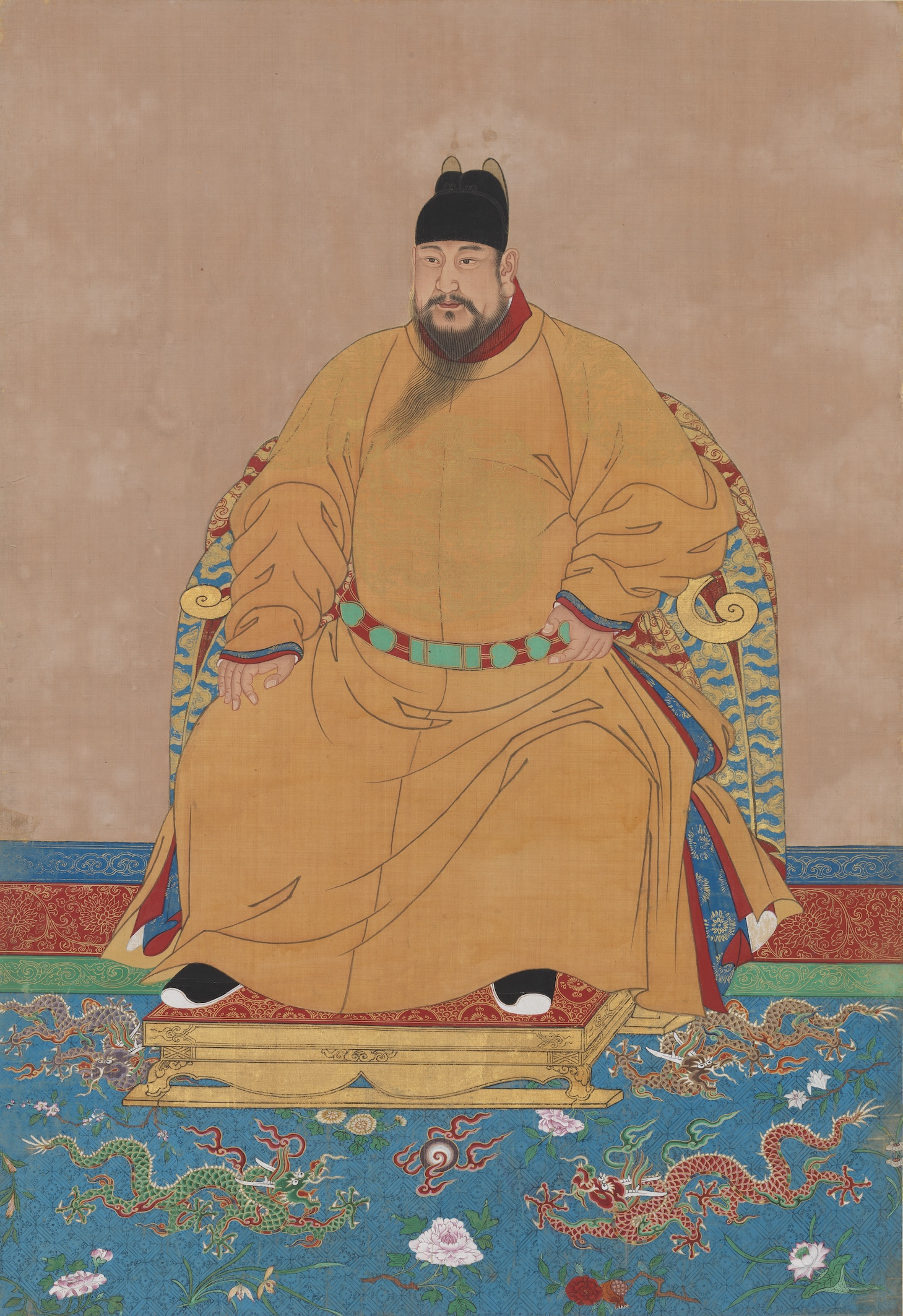
明仁宗洪熙帝 （1424年－1425年在位）
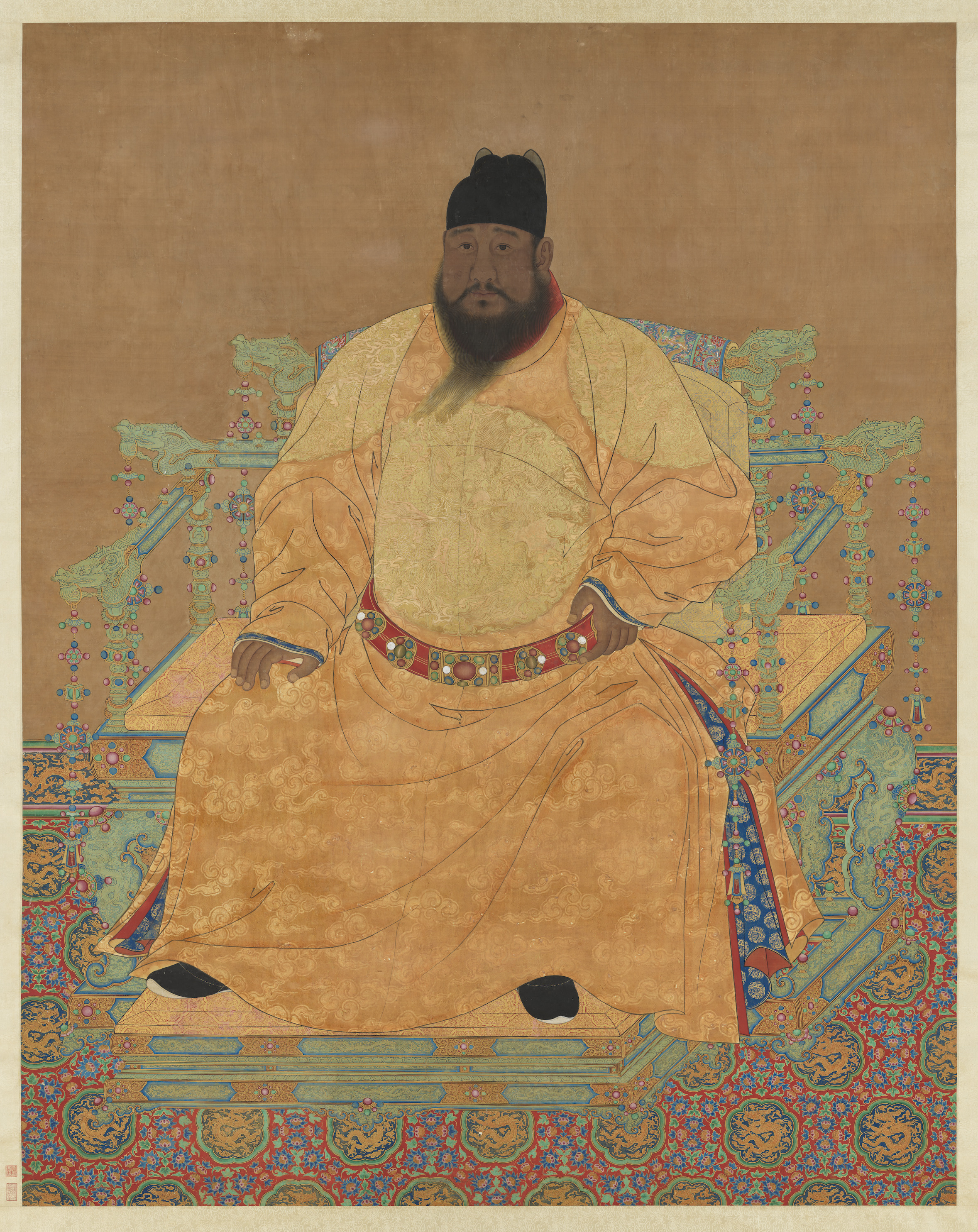
明宣宗宣德帝 （1425年－1435年在位）
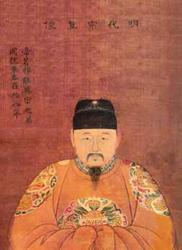
明代宗景泰帝 （1449年－1457年在位）
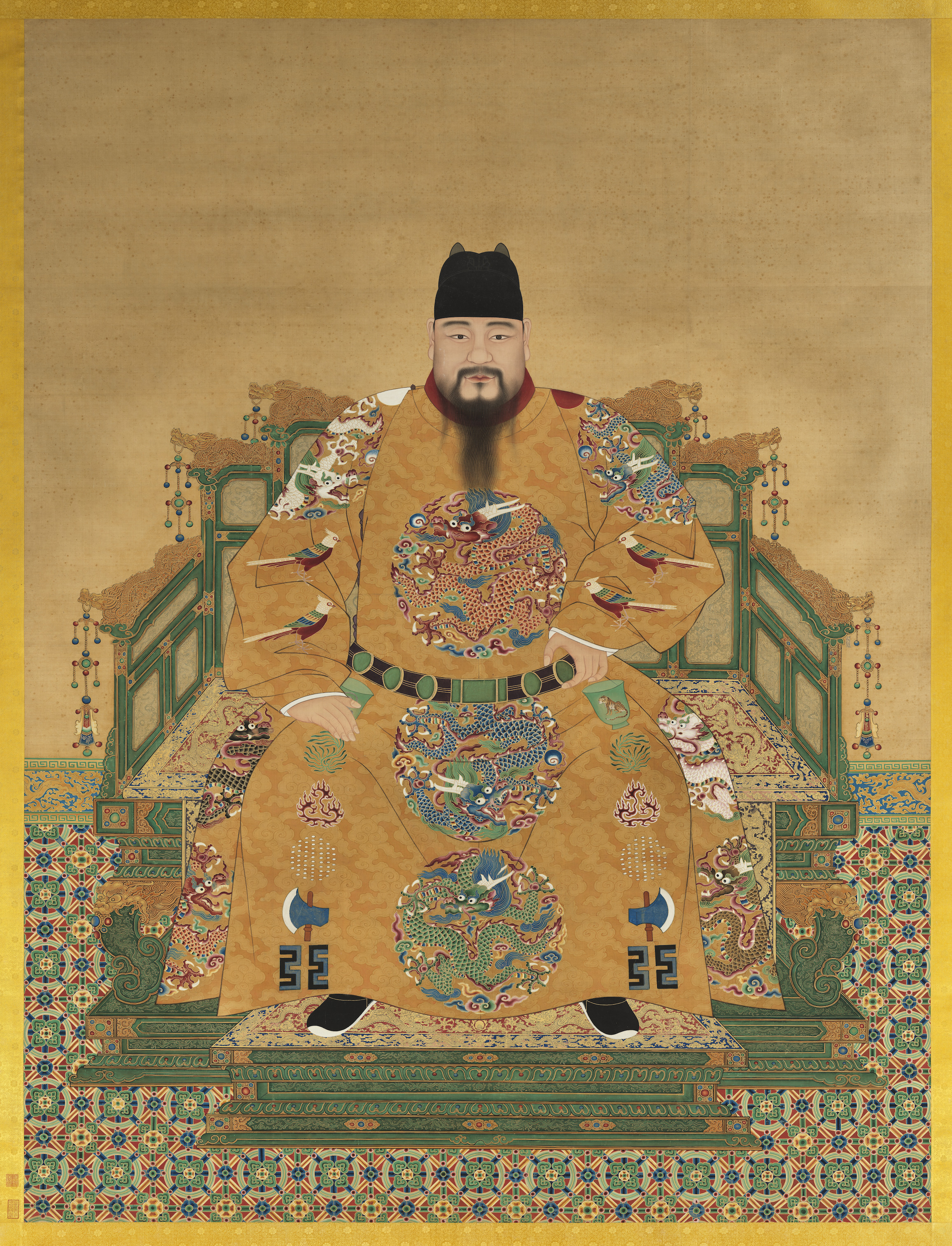
明宪宗成化帝 （1464年－1487年在位）
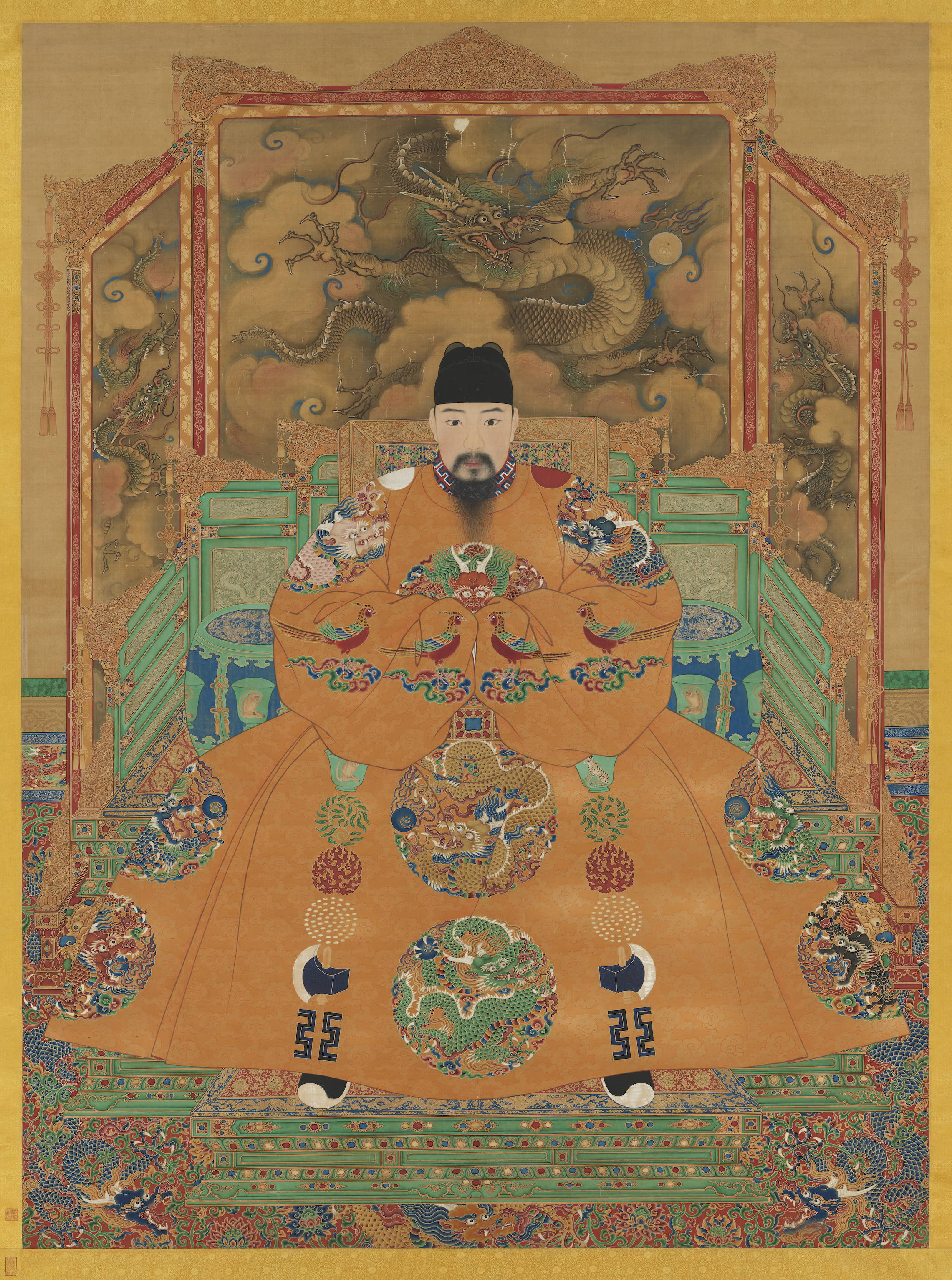
明孝宗弘治帝 （1487年－1505年在位）
明武宗正德帝 （1505年－1521年在位）
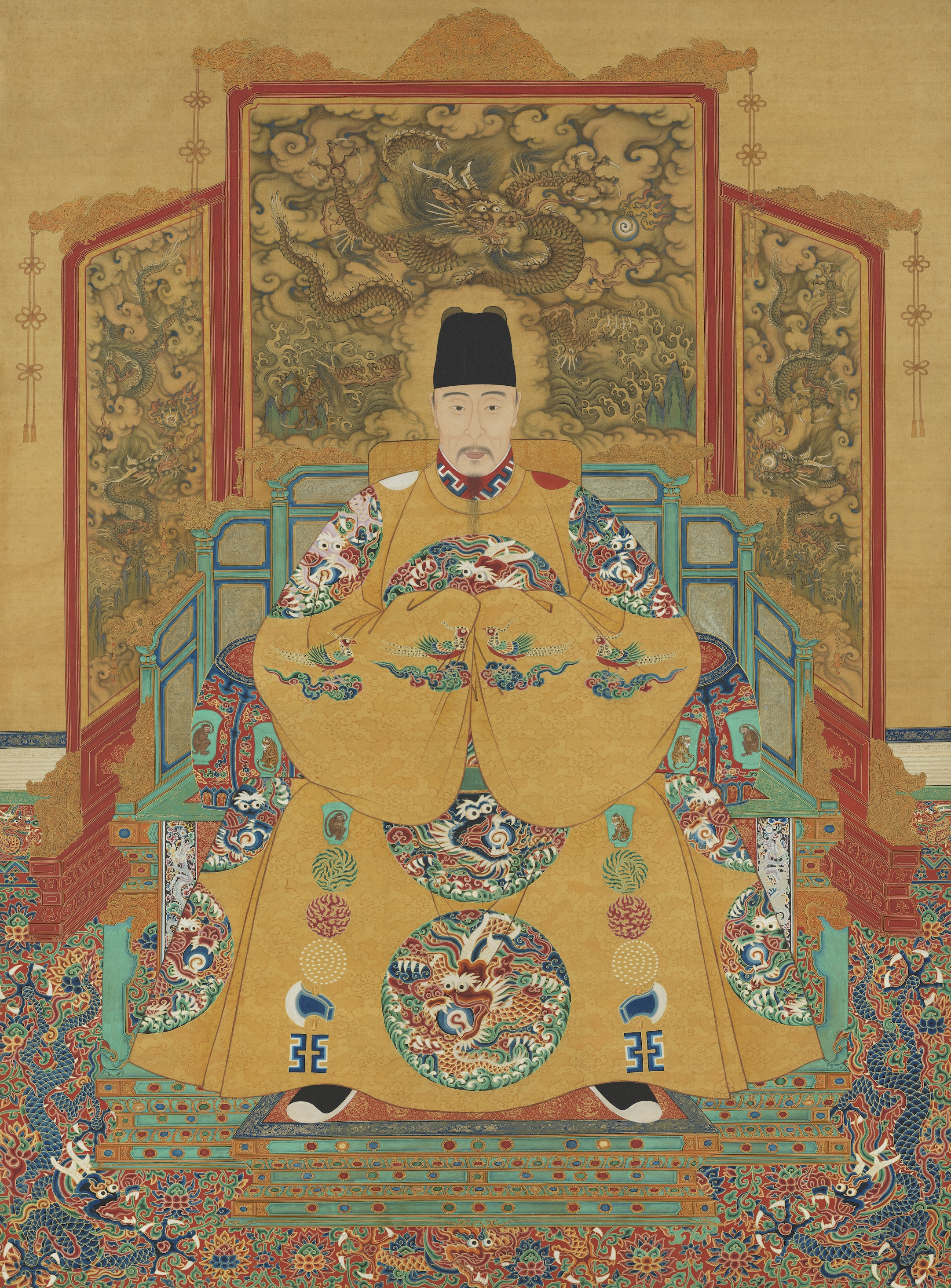
明世宗嘉靖帝 （1521年－1567年在位）
明穆宗隆庆帝 （1567年－1572年在位）
明神宗万历帝 （1572年－1620年在位）
明光宗泰昌帝 （1620年在位）
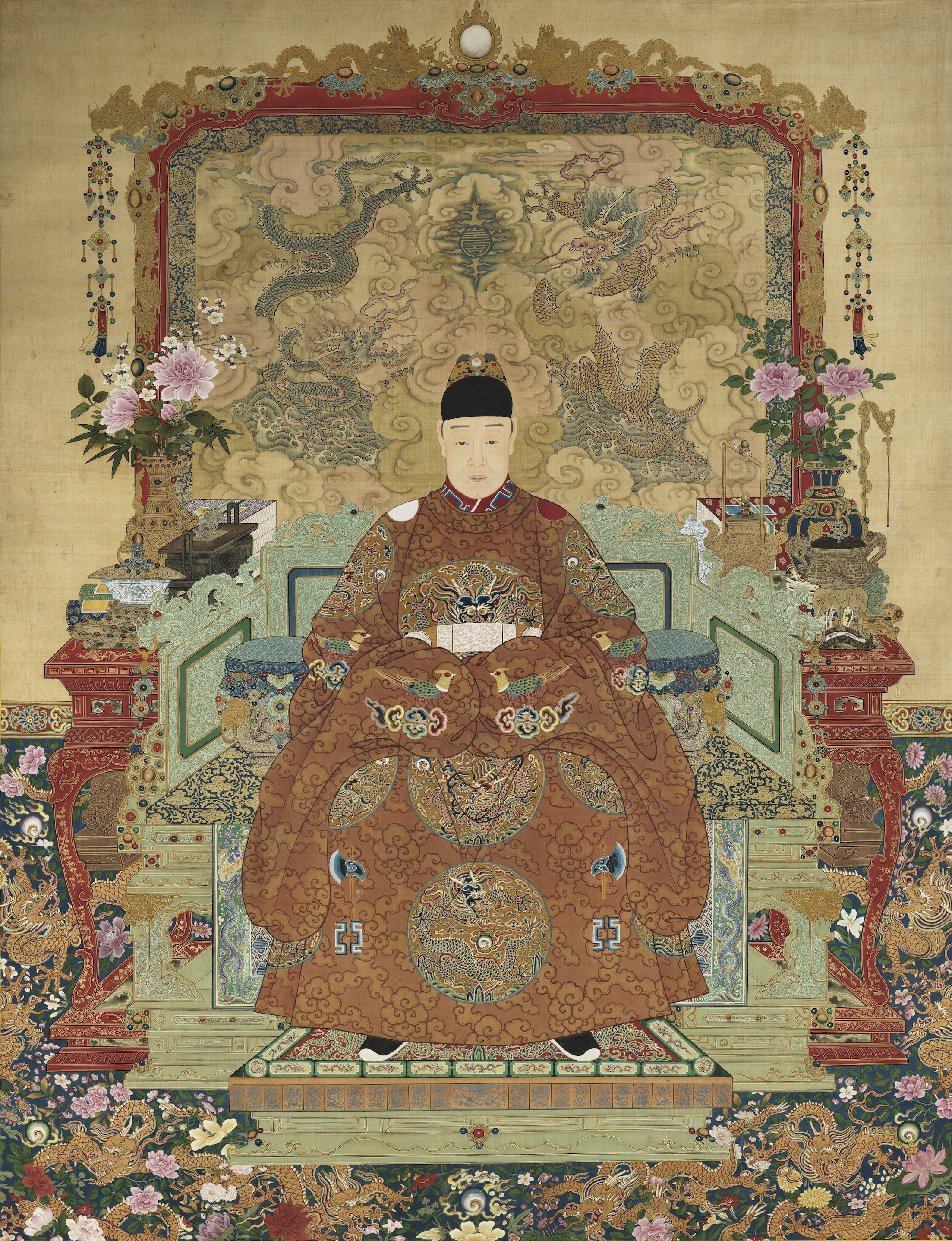
明熹宗天启帝 （1620年－1627年在位）
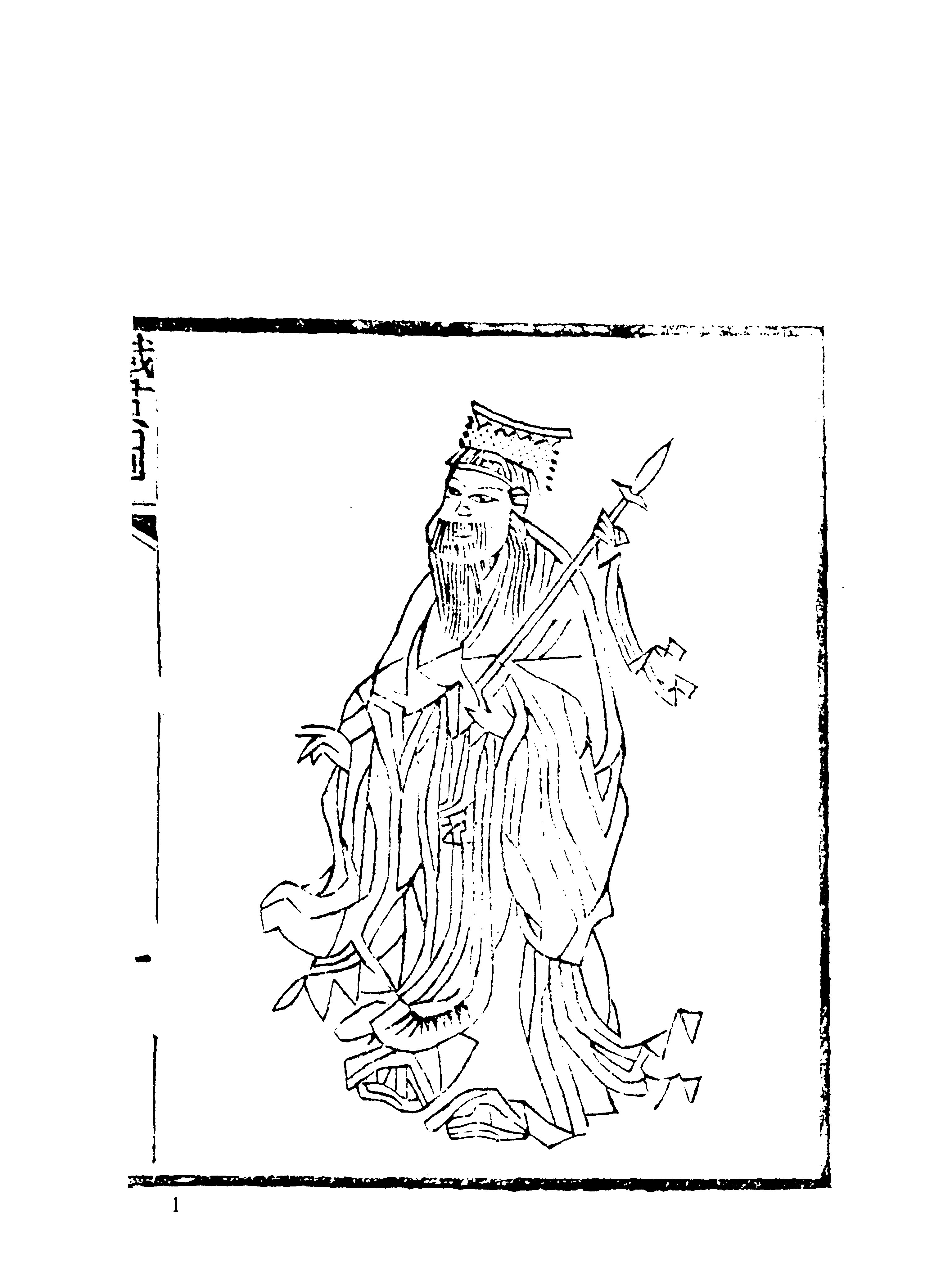
崇禎帝 （1627年－1644年在位）

### 清朝

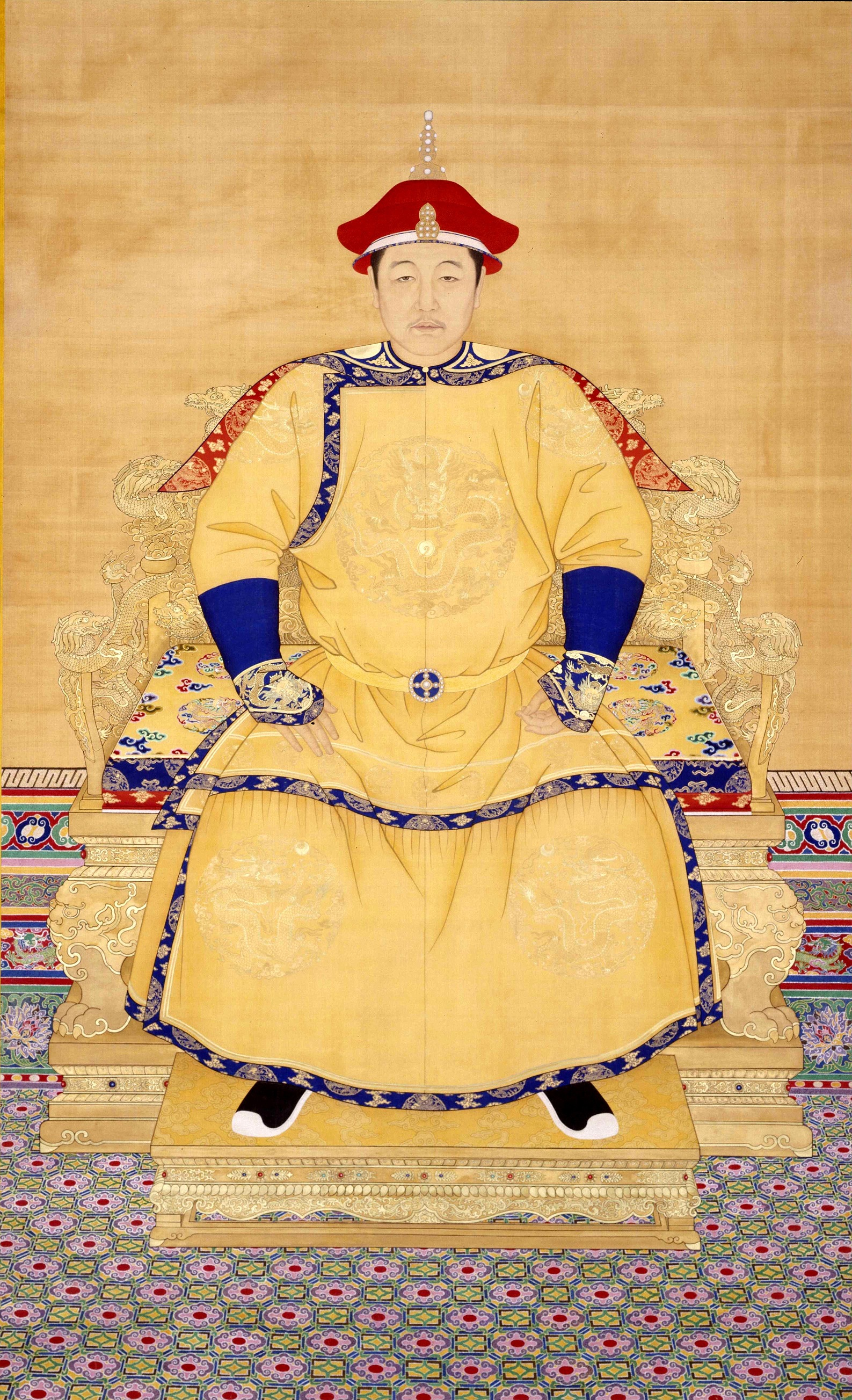
清世祖顺治帝 （1643年－1661年在位）
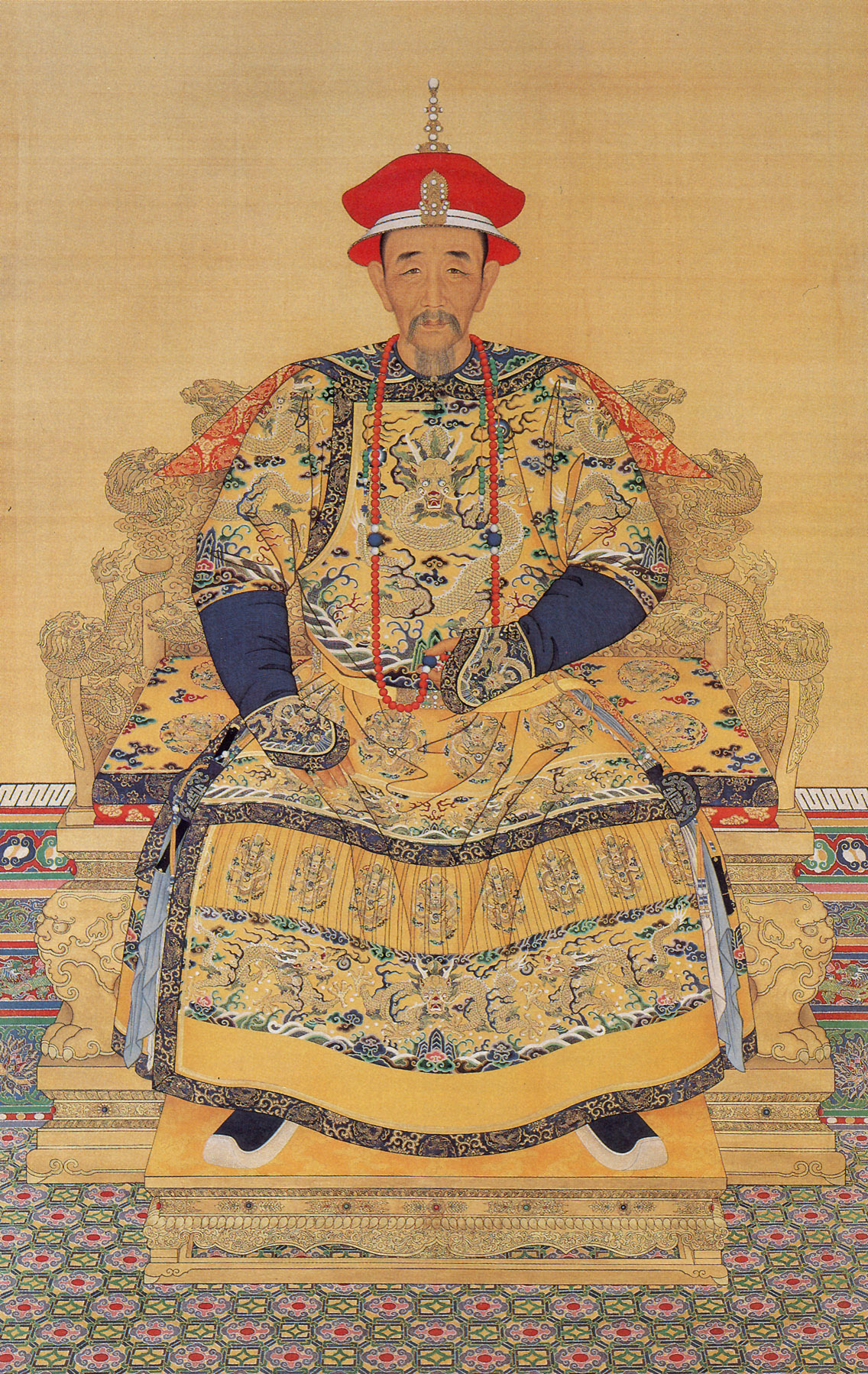
清圣祖康熙帝 （1661年－1722年在位）
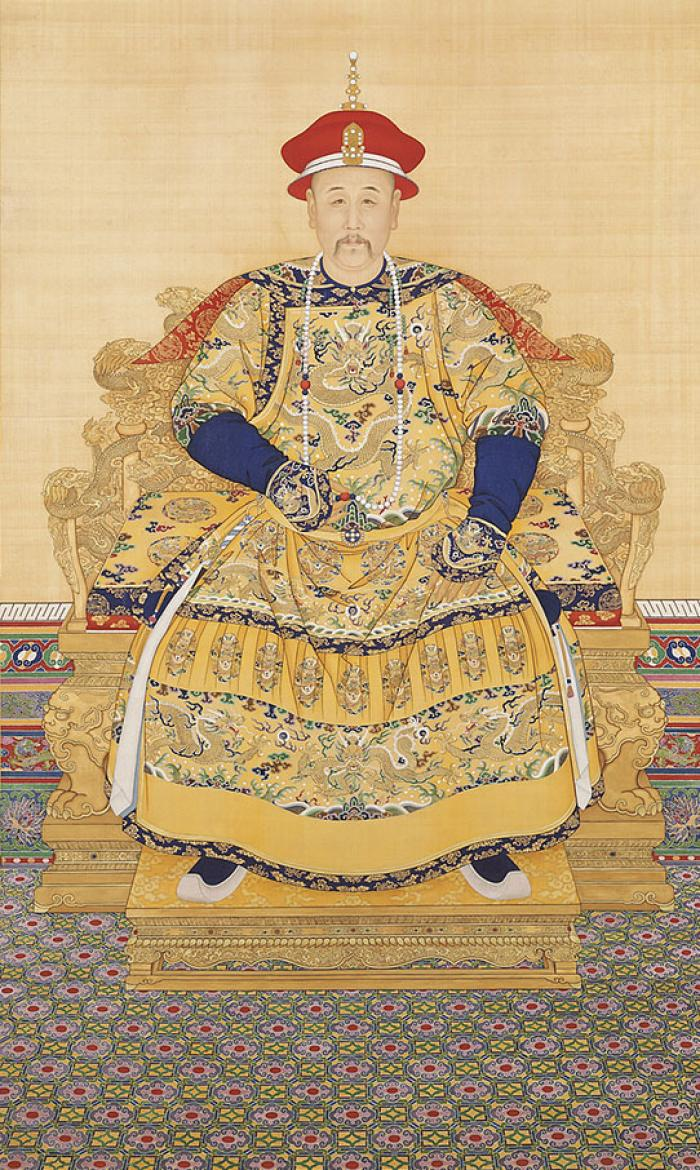
清世宗雍正帝 （1722年－1735年在位）
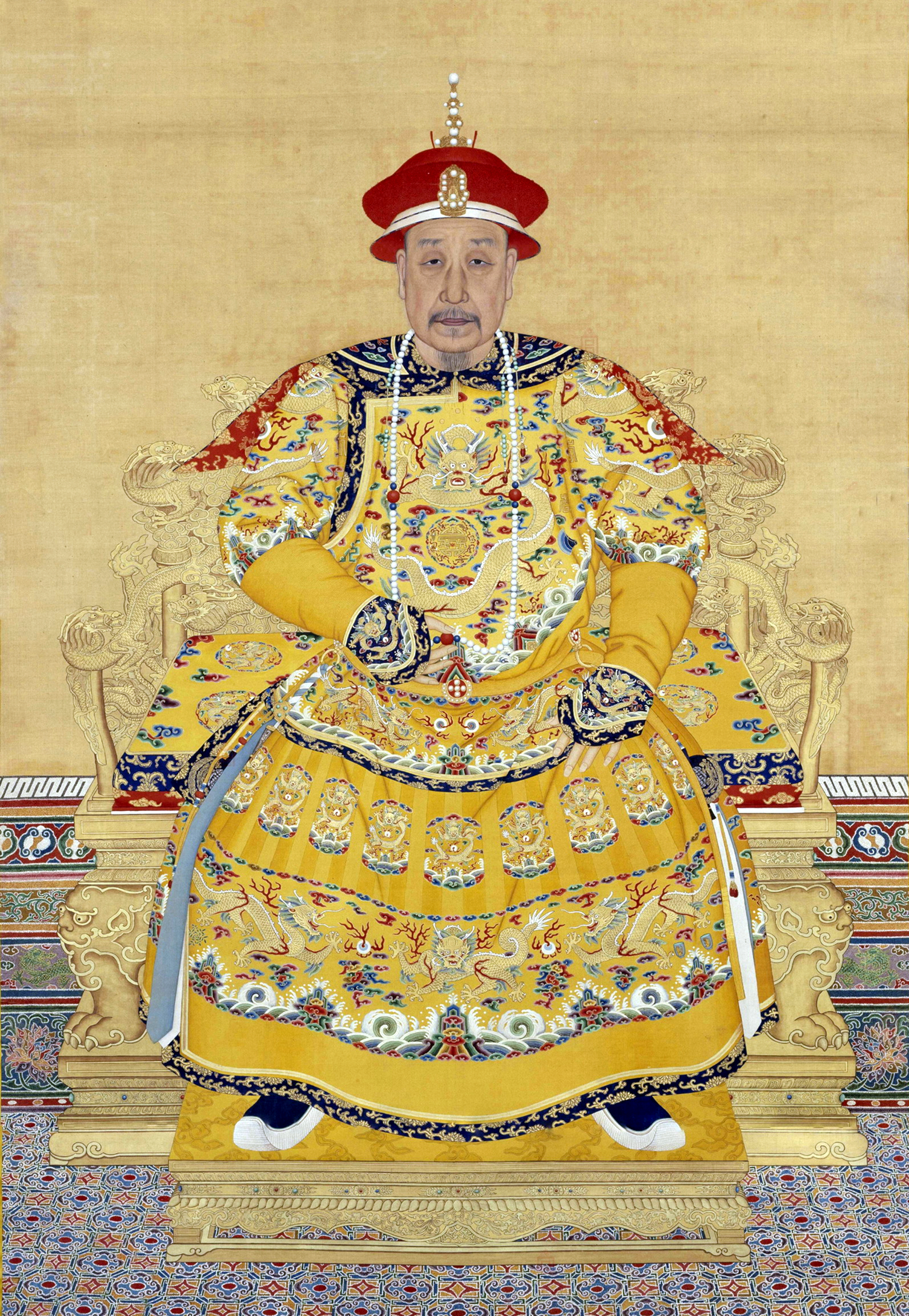
清高宗乾隆帝 （1735年－1796年在位）
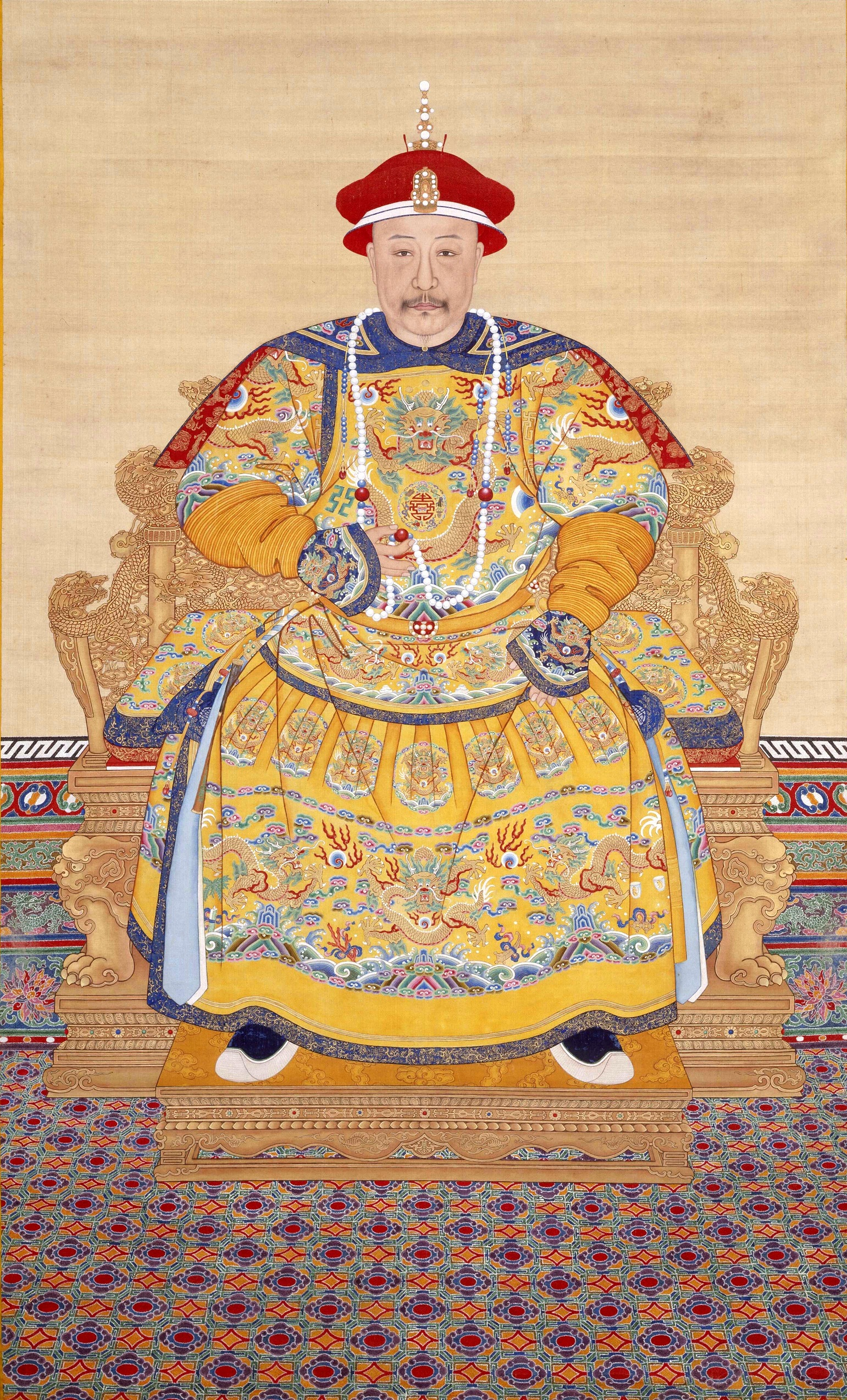
清仁宗嘉庆帝 （1796年－1820年在位）
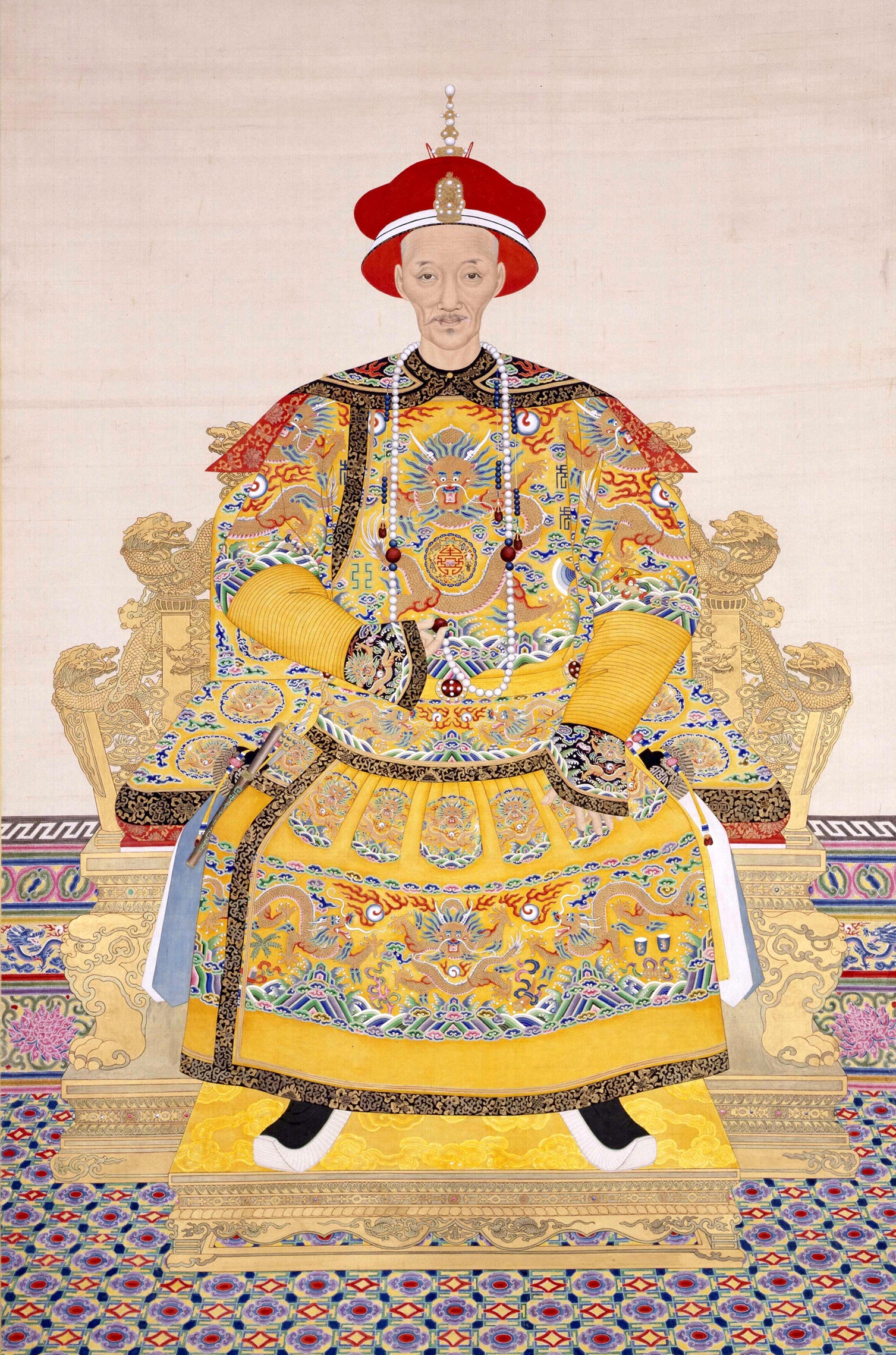
清宣宗道光帝 （1820年－1850年在位）
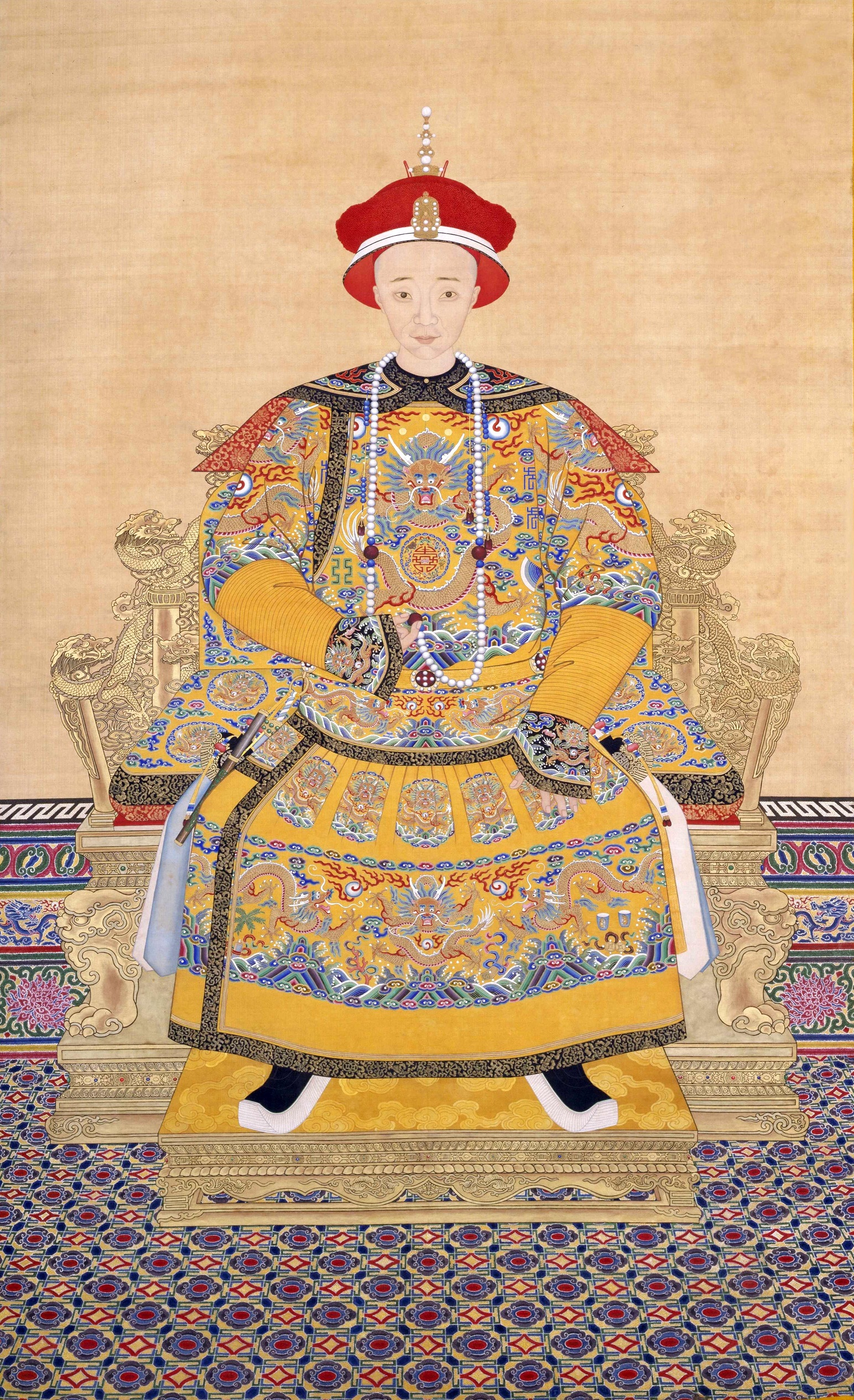
清文宗咸丰帝 （1850年－1861年在位）
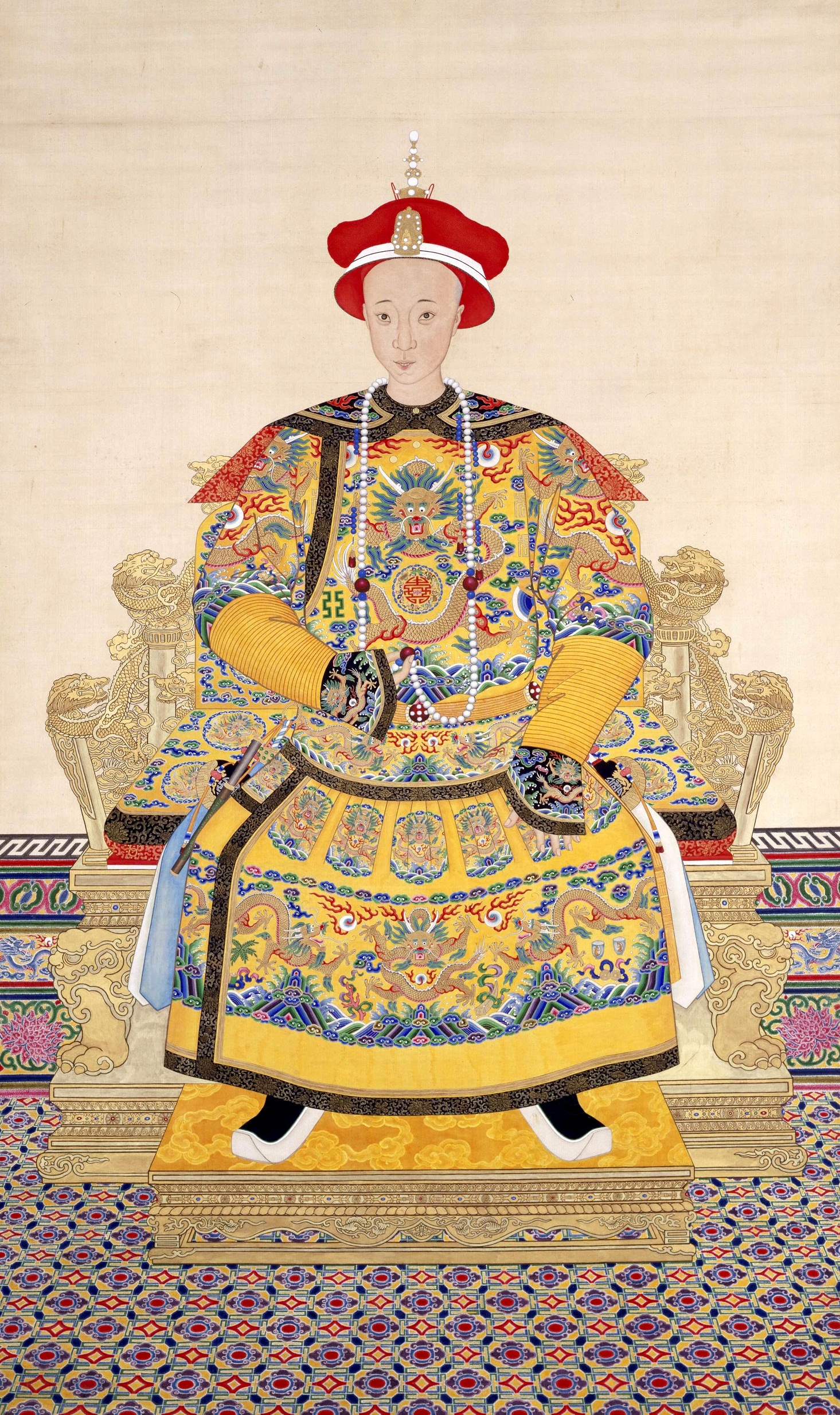
清穆宗同治帝 （1861年－1874年在位）
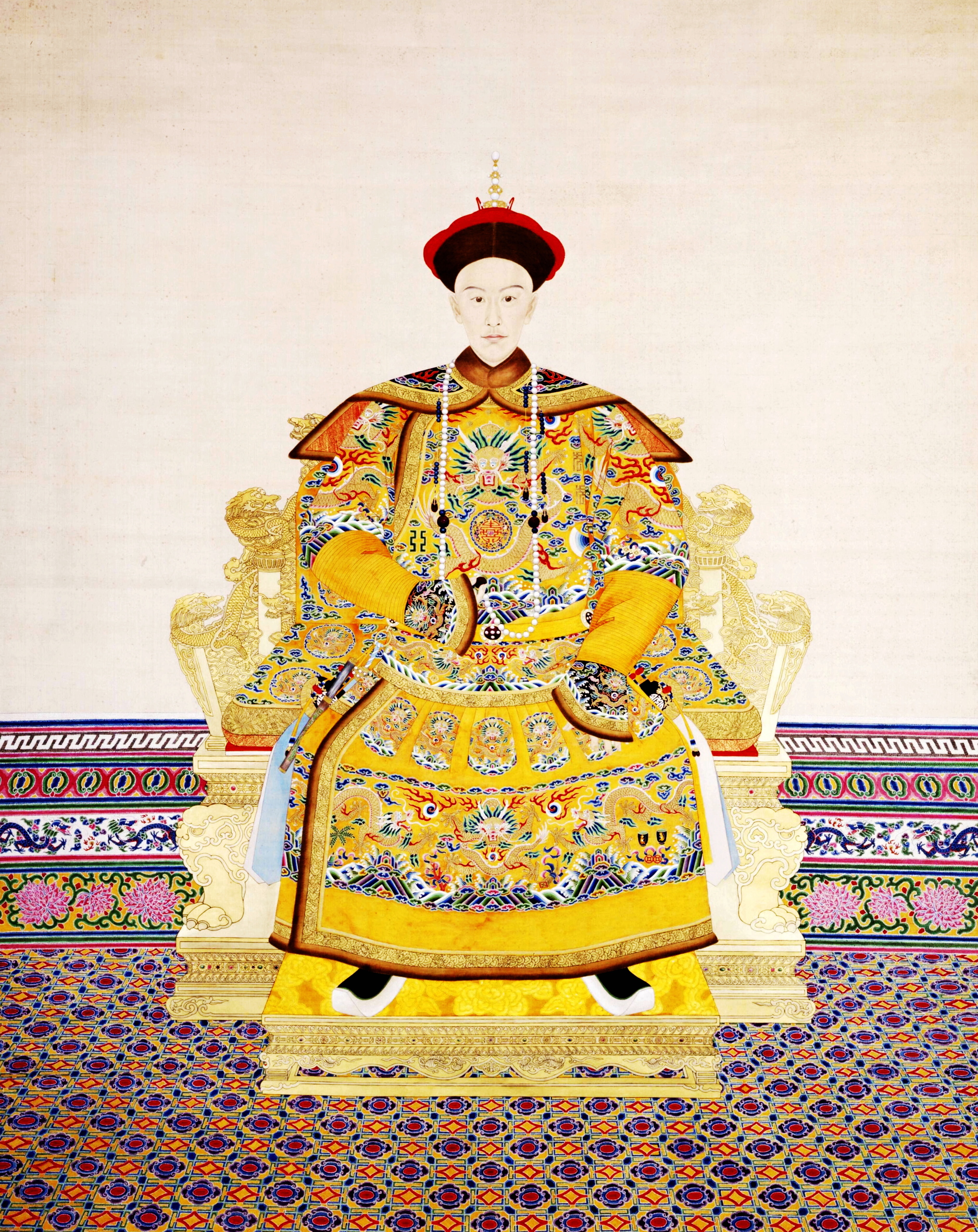
清德宗光绪帝 （1874年－1908年在位）
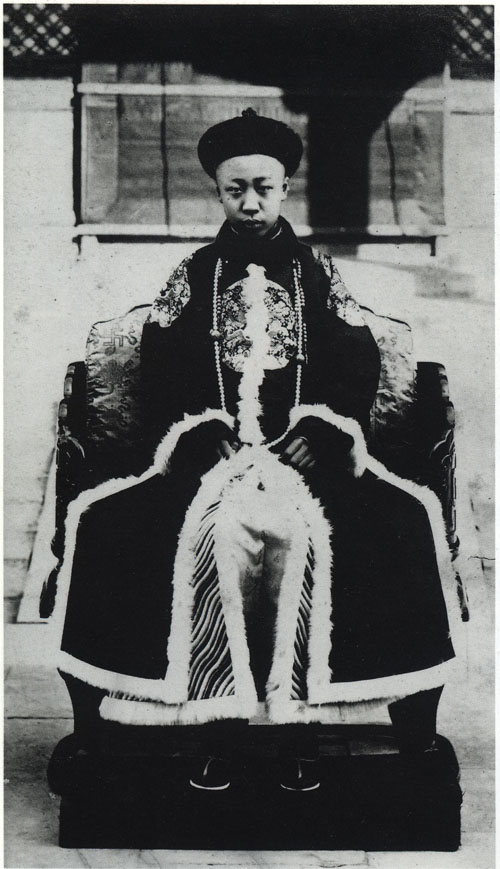
宣统帝 （1908年－1912年在位）

## 日本
日本自從有年號以來，如同中國皇帝一樣，經常改元以鞏固天皇的权力和影响力，而幕府更替也會導致年號的改变。
1868年明治天皇頒布明治改元之詔3，确立一世一元制，并于1889年皇室典範第12条、1909年登极令第2条予以规范。日本确立一世一元制以来也形成天皇驾崩以后以其在位年号为谥号的惯例，如：明治天皇、大正天皇、昭和天皇。1947年皇室典範生效之时，1889年皇室典範和1909年登极令同时废除，但1979年元号法仍延续一世一元制。以下列举实行一世一元制的日本天皇。

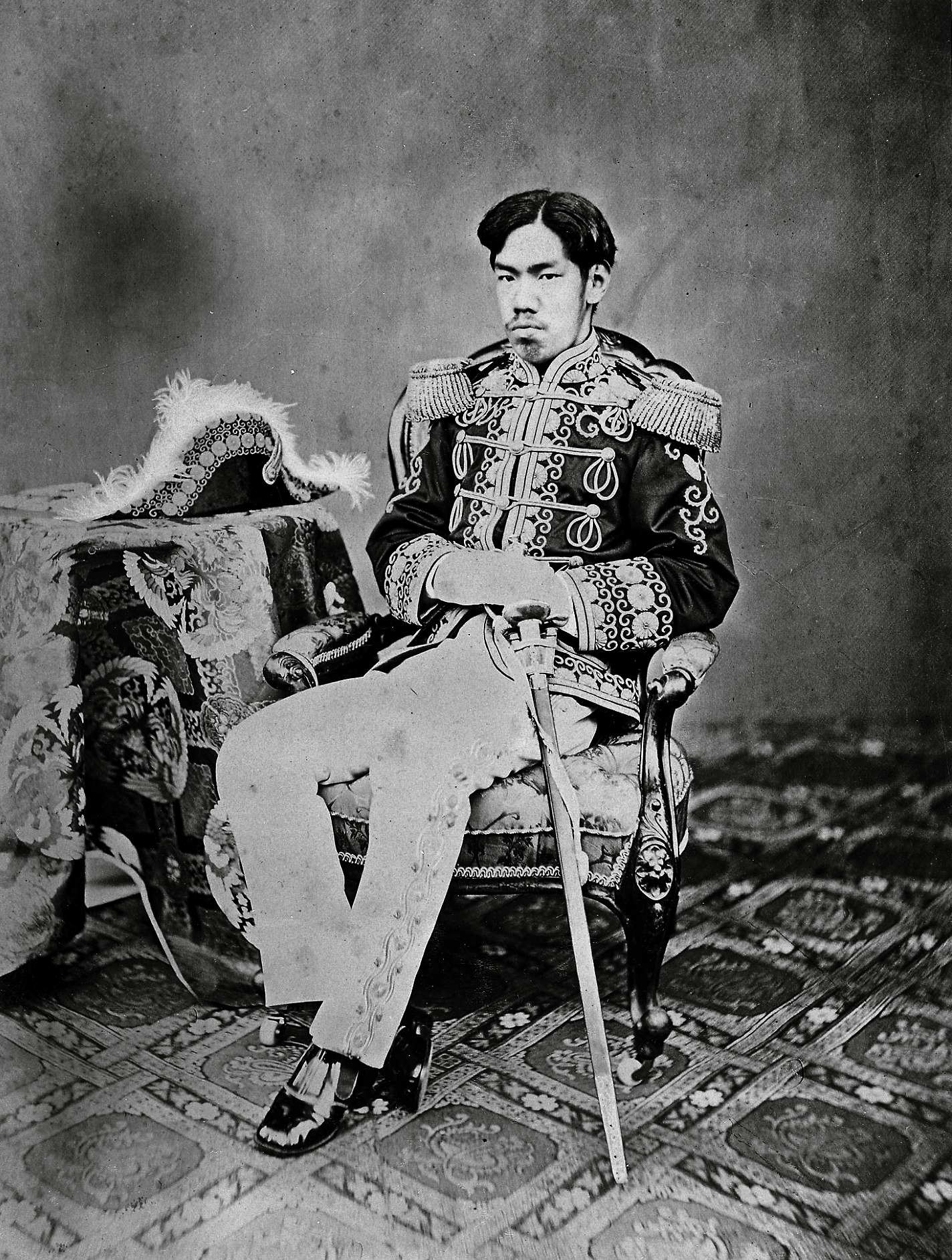
明治天皇 （1867年－1912年在位）
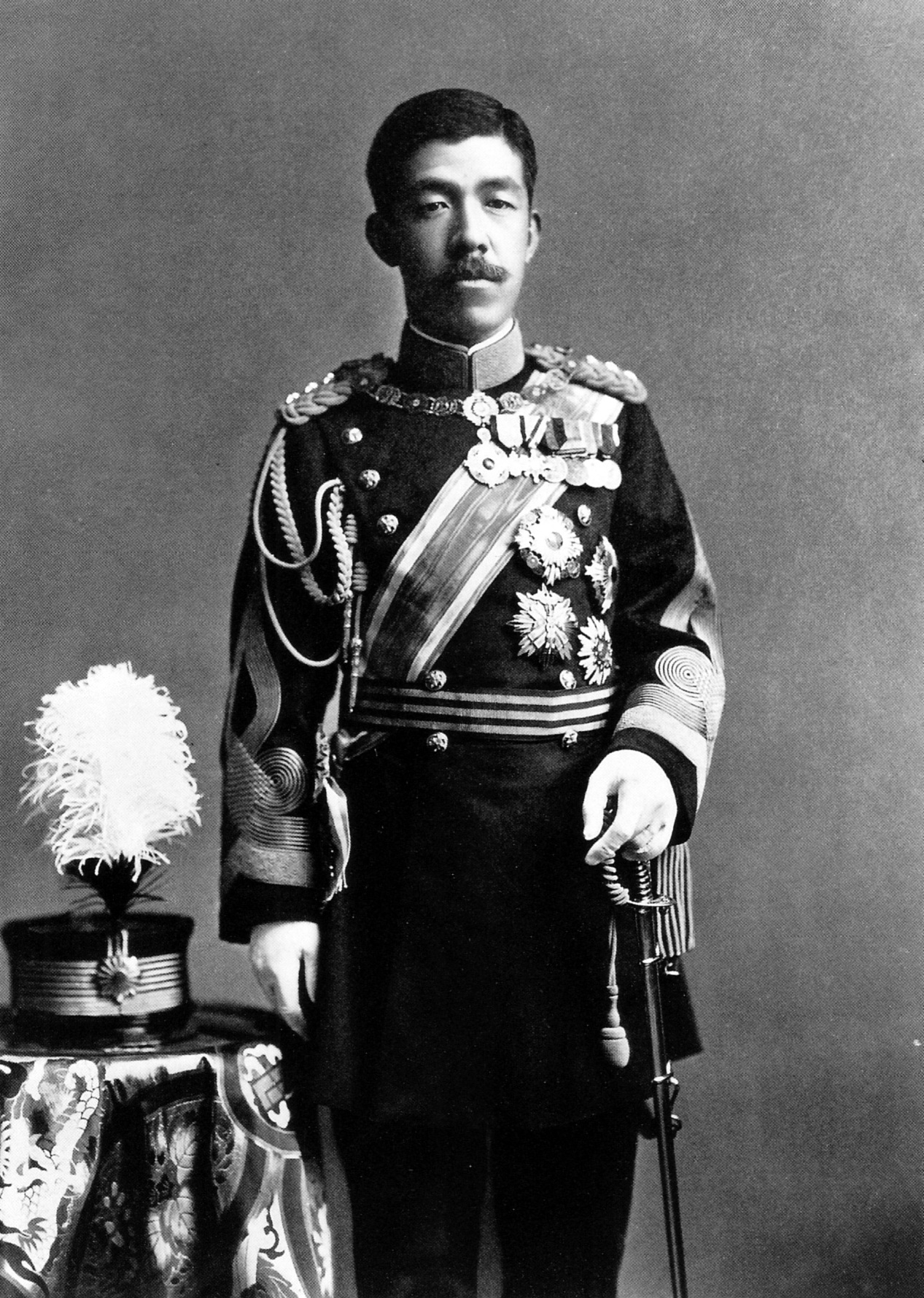
大正天皇 （1912年－1926年在位）
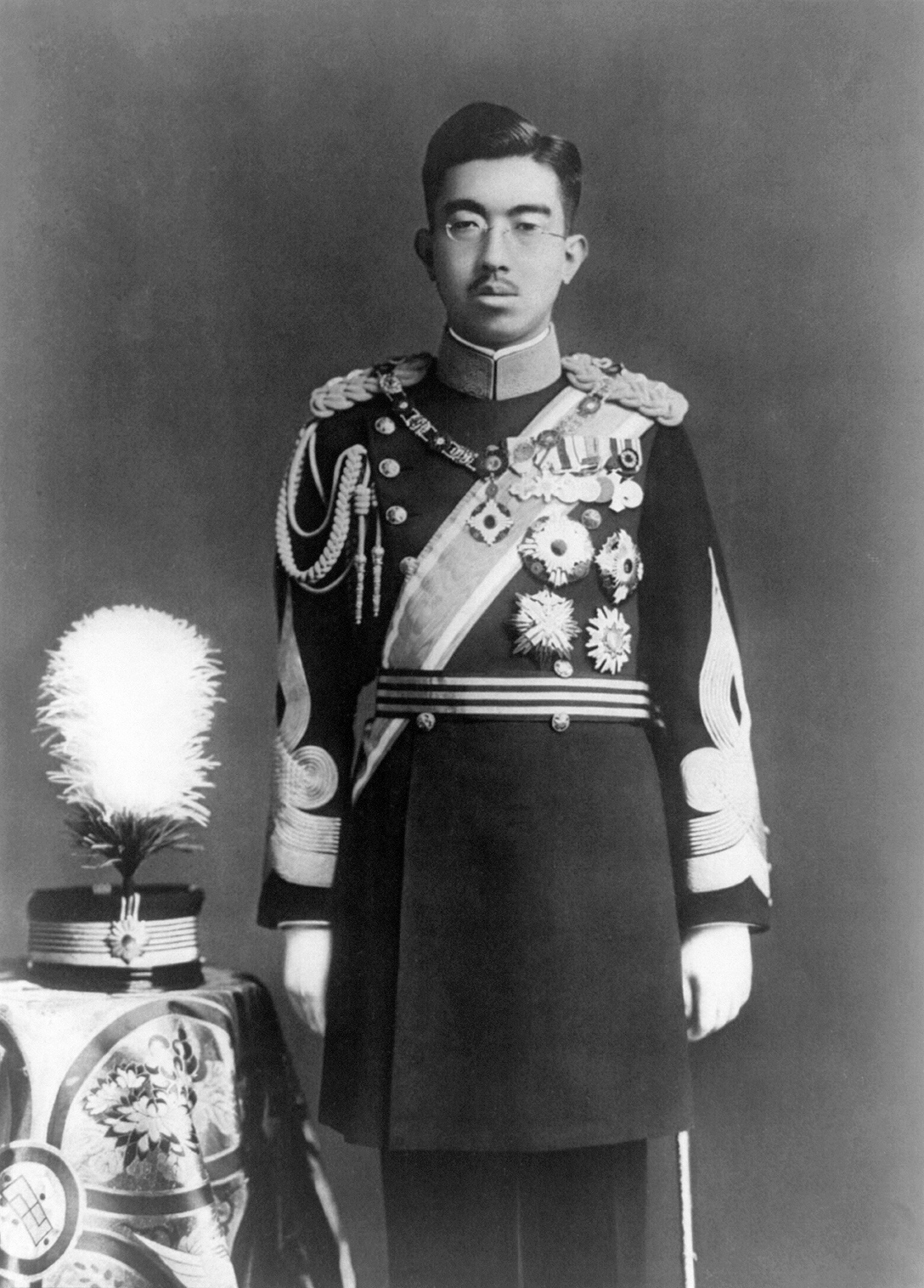
昭和天皇 （1926年－1989年在位）
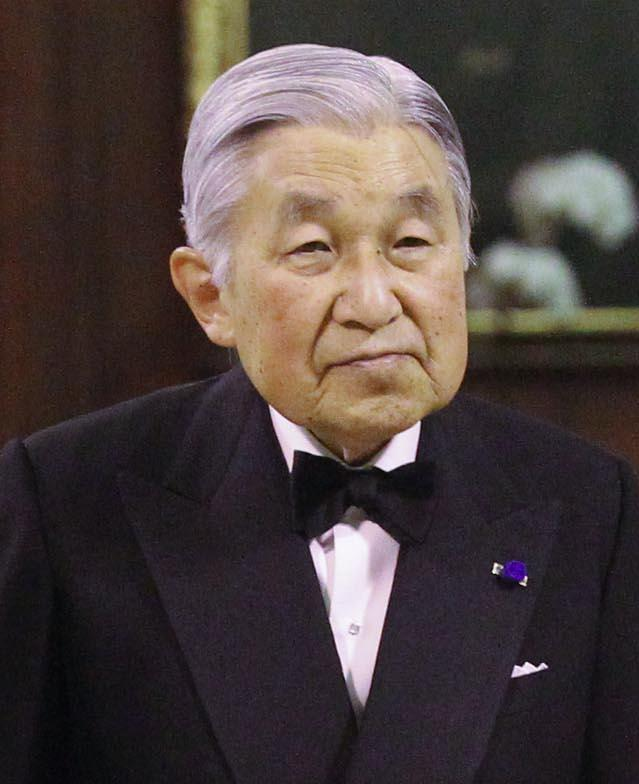
明仁（平成） （1989年－2019年在位）
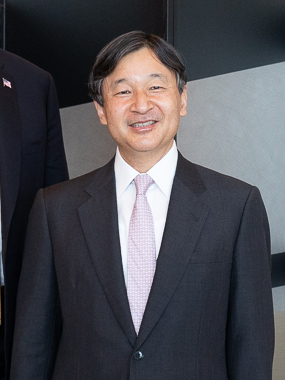
德仁（令和） （2019年起在位）

## 越南
越南阮朝实行一世一元制。

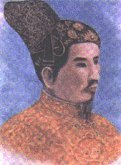
阮世祖嘉隆帝 （1802年－1820年在位）
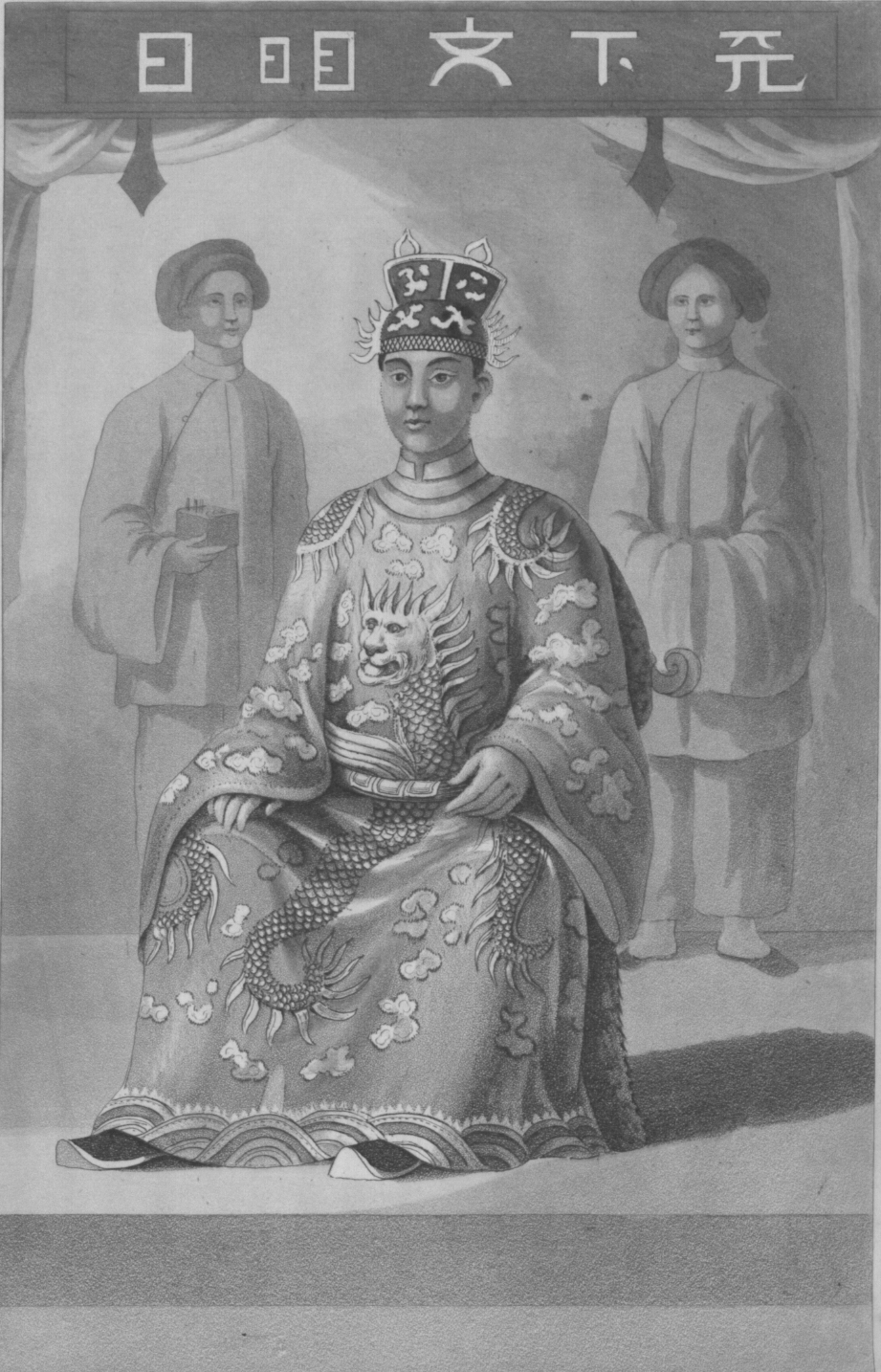
阮圣祖明命帝 （1820年－1840年在位）
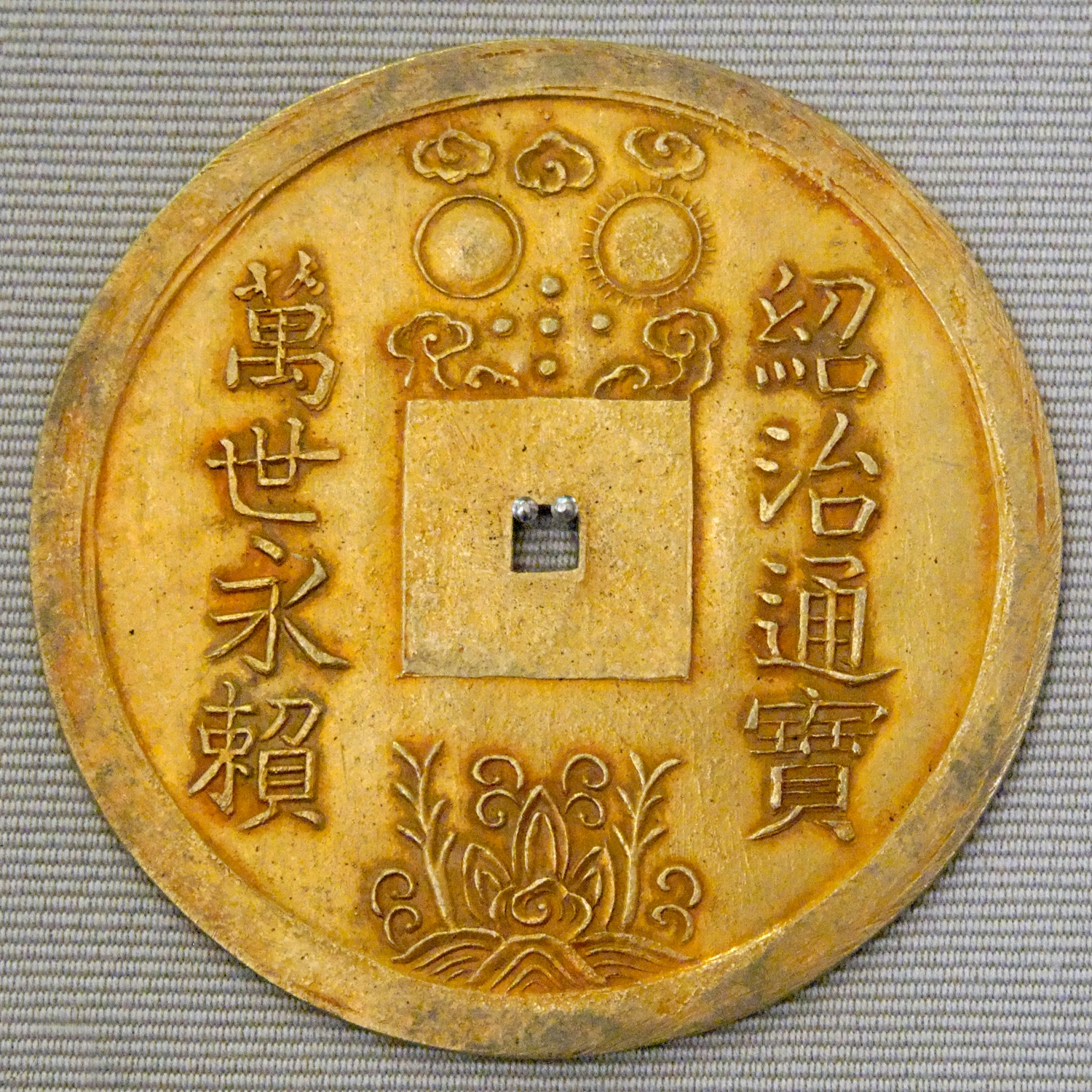
阮憲祖紹治帝 （1840年－1847年在位）
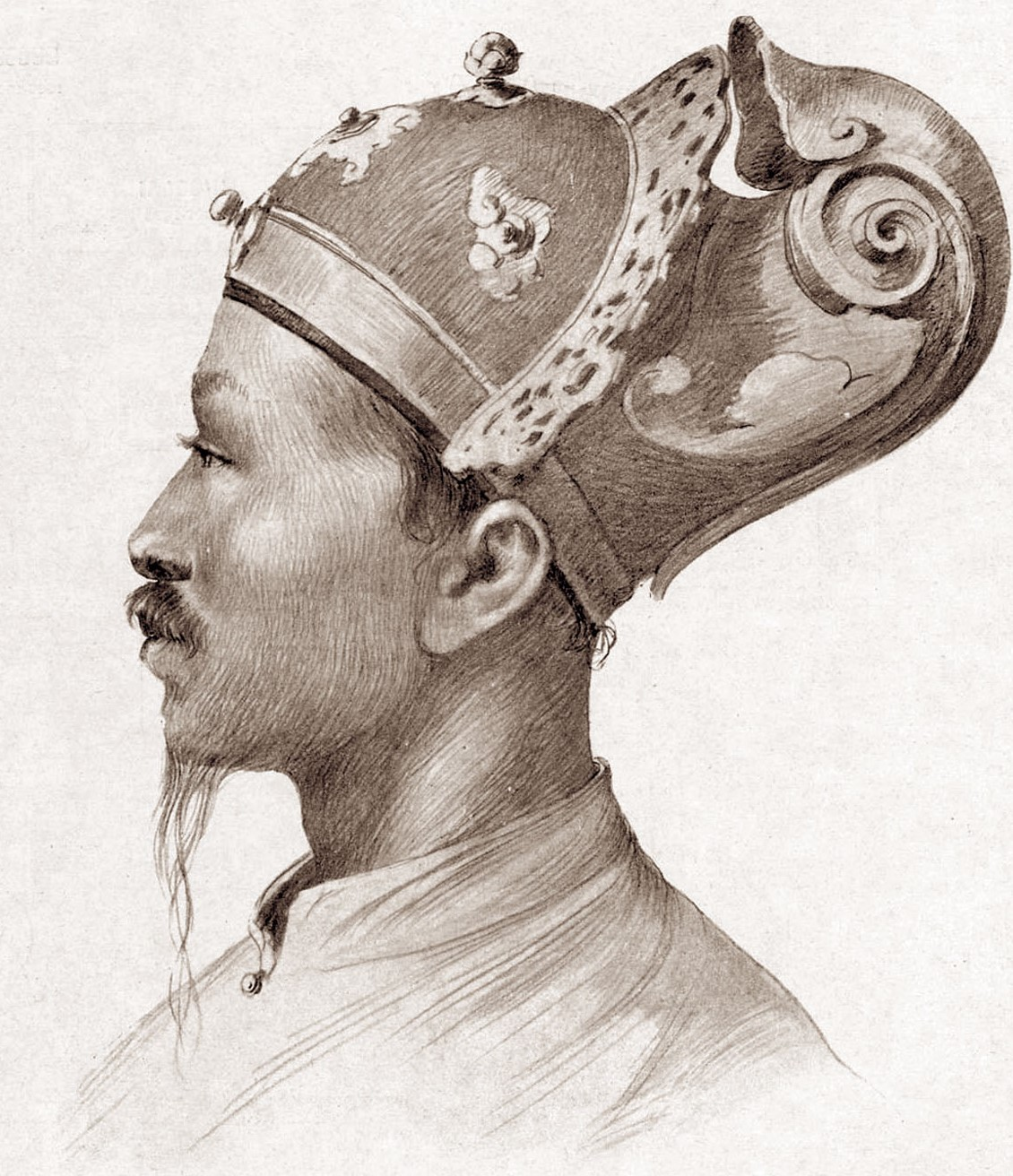
阮翼宗嗣德帝 （1847年－1883年在位）
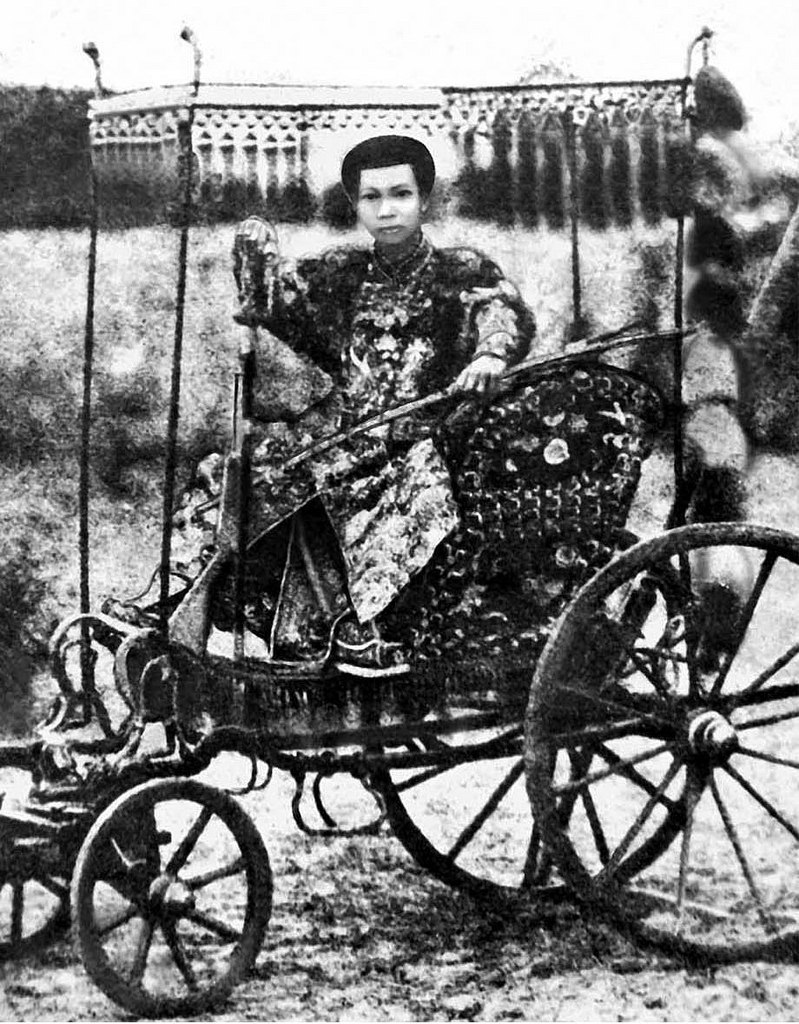
阮简宗建福帝 （1883年－1884年在位）
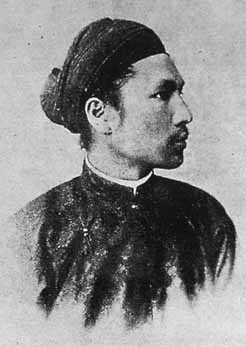
咸宜帝 （1884年－1885年在位）
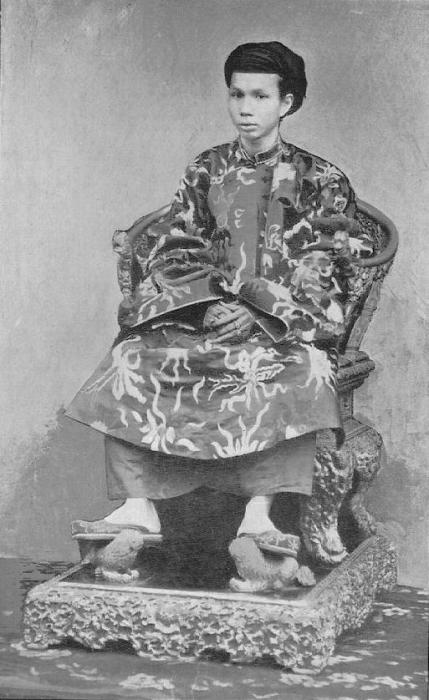
阮景宗同慶帝 （1885年－1889年在位）
成泰帝 （1889年－1907年在位）
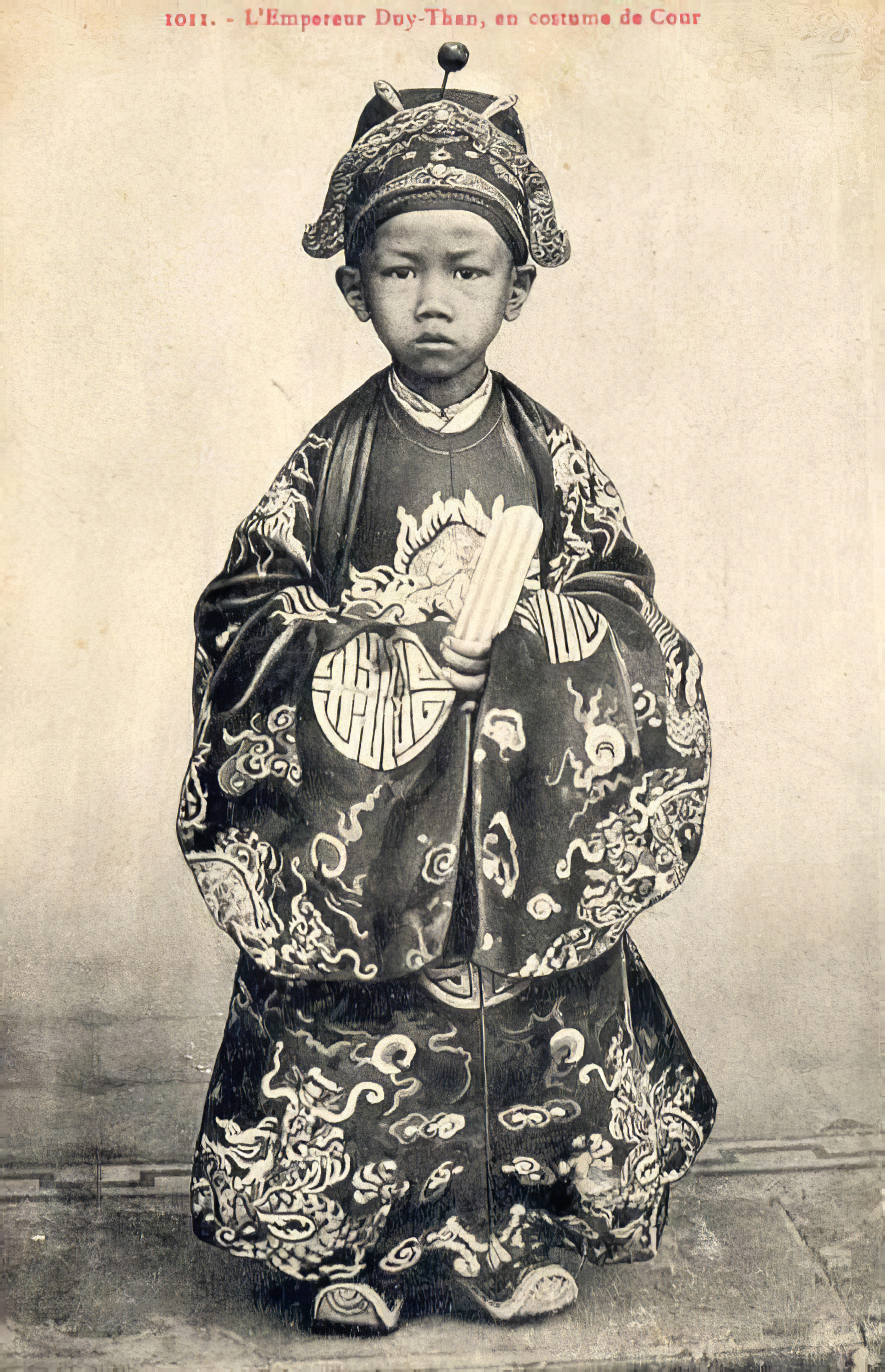
維新帝 （1907年－1916年在位）
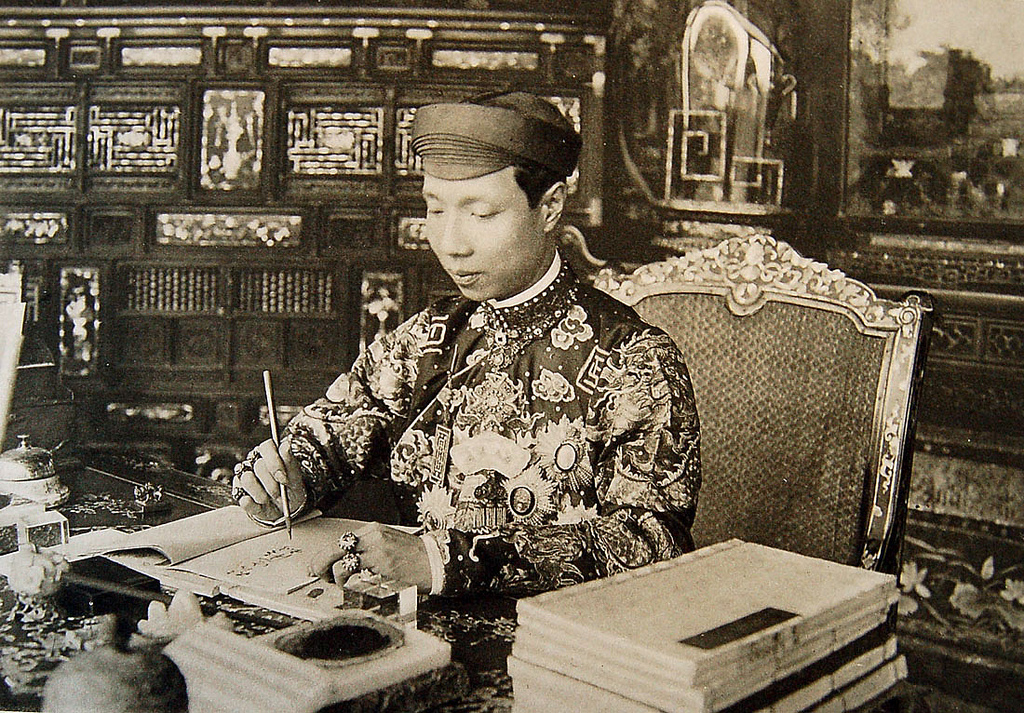
阮弘宗啟定帝 （1916年－1925年在位）
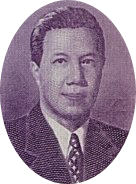
保大帝 （1925年－1945年在位）

## 朝鲜半岛
1392年朝鲜王朝建立以来，奉行事大主義政策，以大明年號為正朔，自身並未獨自使用年號。1636年丙子胡亂後，朝鮮被迫成為大清的屬國，棄崇禎行崇德年號，但出於尊明宗周的小中華思想，除了對清往來文書與國內必要公文書外，一般不使用清朝年號，民間或使用崇禎紀年、國王即位紀年或朝鮮開國紀年。如1876年起的一系列對外條約，皆使用開國作為紀年。1894年甲午戰爭即將爆發之際，朝鮮正式使用開國作為其紀年4。1896年1月1日，朝鮮高宗發布一世一元之詔，建年號為建陽5，取立春大吉、建陽多慶之意，同時改施行陽曆。1897年朝鮮高宗即皇帝位，改朝鮮國號為大韓，建元光武6。以下列举实行一世一元制的朝鲜半岛君主。

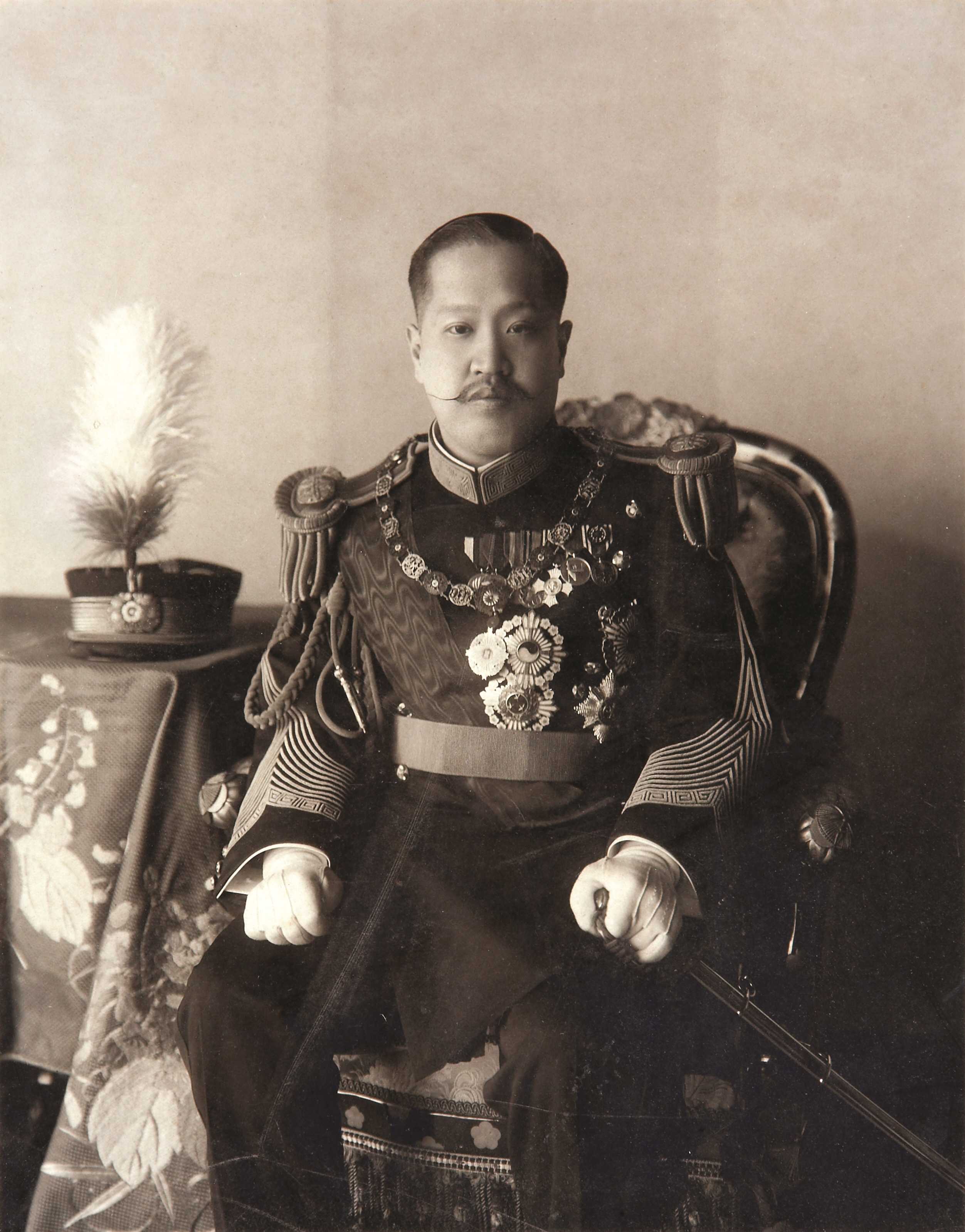
朝鮮純宗隆熙帝 （1907年－1910年在位）

## 关联条目
- 年号
- 改元
- 明治改元之詔
- 元號法（日语：元号法）